# Râul Valea Șchiopului
Râul Valea Șchiopului este un curs de apă, afluent al râului Câlnău. 